# 妖の忍法帖
『妖の忍法帖』（ようのにんぽうちょう）は、山田風太郎の時代小説。1969年に発表された忍法帖シリーズの連作長編で、『小説宝石』（光文社）にて、1969年1月号から同年8月号まで掲載された。中編「隠密忍法帖（お小人忍法帖）」を改訂し、大幅加筆した作品で、角川文庫版では『忍法双頭の鷲』に改題。

## 物語
若年寄（のち大老）堀田正俊は宮将軍を擁立せんとする大老酒井忠清を失脚・憤死に追い込む。それに伴い、酒井大老の手先であった伊賀組が追放され、替って堀田子飼いの根来（ねごろ）衆が公儀隠密に抜擢される。そして若き2人の根来忍者、秦漣四郎と吹矢城助が、隠密として不穏な噂のある大名の探索を命じらえる。だが、彼らが潜入すると、それぞれの大名家にも様々な事情や思惑があることが判り、2人は公平な視点で調査・報告をしようとする。ところが、各藩の領地には、堀田と根来組への復讐に燃える伊賀忍者たちが先行して潜入しており、執拗な妨害が続く。

## 主な登場人物

### 主人公
- 秦 漣四郎（はた れんしろう） - 根来忍者。不穏な動きのある大名家に、幕府隠密（お小人）として潜入する。
- 吹矢 城助（ふきや じょうすけ） - 同じく根来忍者。漣四郎とコンビを組み、「忍法二人二脚」、「忍法根来梯子」を使う[注釈 1]。

### 大老・大名など
- 酒井雅楽頭忠清（さかい うたのかみ ただきよ） - 幕府大老。下馬将軍と云われ権勢をふるう。
- 堀田筑前守正俊（ほった ちくぜんのかみ まさとし） - 幕府若年寄。根来忍者を公儀隠密（お小人）に抜擢。のちに大老となる。
- 水戸（徳川）光圀 - 御三家[注釈 2]の水戸城主。隠居後も「越後屋」と名乗り漫遊したり[注釈 3]、将軍の治政や後継問題に介入する。
- 越後（松平）光長 - 越後騒動の当事者。越後家は忠輝[注釈 4]の「越後少将家」と区別するため、「越後中将家」とも呼ばれる。
- 真田信直 - 上野国沼田領主。酷政で領民に一揆を起こされる。
- 本多政利  - 播磨国明石城主。九六騒動で藩主となった粗暴な若君で、父の政勝は酒井大老の一派。
- 木曽（松平）綱康 - 信濃国木曽谷領主。武芸とくに剣術を好む荒大名。
- 上杉（加賀爪）直澄 - 武蔵国高坂城主および遠江国掛塚領主。江戸南町奉行のち寺社奉行。
- 上杉（畠山）長宗 - 謙信の「もののふの鎧の袖をかたしきて枕にちかき初雁の声」にちなみ、越中国魚津城の初雁寺に寺社領を寄進。越中と能登の守護の末裔。
- 前田恒知 - 前田将監家当主。 謙信を崇拝し、初雁寺への参拝を欠かさない。
- 天草種継 - 天草周防守家当主。 切支丹大名の末裔。
- 真壁（佐竹）義慰 - 真壁上野介家当主。
- 巨摩（穴山）正光 - 巨摩甲斐守家当主。
- 稲葉石見守正休 （いなば いわみのかみ まさやす） - 幕府若年寄。堀田正俊の従兄弟。
- 柳沢弥太郎 - 館林藩主・綱吉の小姓。のちの甲府藩主・柳沢美濃守吉保。
- 館林（徳川）綱吉 - 四代将軍・家綱の末弟。館林藩主のち五代将軍となる。

### 根来忍者・くノ一
- 根来孤雲（ねごろ こうん） - 根来お小人（公儀隠密）の首領。
- お螢（おけい） - 根来孤雲の娘。
- 五明陣兵衛（ごみょう じんべえ） - 先輩の根来忍者。漣四郎と城助に、根来流の秘伝を伝授。
- 鵜殿法印（うどの ほういん） - 同じく根来忍者。
- 寒河十方斎（さむかわ じっぽうさい） - 同上。
- 根来京馬（ねごろ きょうま） - 同上。根来孤雲の息子でお螢の兄。

### 伊賀忍者
- 阿坂行太夫（あさか こうだゆう） - 信州筑摩藩に召し抱えられていた伊賀忍者。

### その他
- 杉木茂左衛門（すぎき もざえもん） - 苗字帯刀を許された沼田の大百姓。「磔茂左衛門」として名を残す。かつて直訴のため、酒井大老を訪ねるが門前払いにあう。
- お民（おたみ） - 沼田領月夜野村の百姓の娘。
- 本多貫兵衛（ほんだ かんべえ） - 明石藩の家老。
- 甚三郎（じんざぶろう） - 本多貫兵衛の家来。
- 佐智（さち） - 木曽谷の旧家の娘。
- 芦谷源之助（あしや げんのすけ） - 木曽谷の国侍。
- 百代の方（ももよのかた） - 魚津藩の国御前。
- 乙国天内（おとくに てんない） - 魚津藩の薬草園奉行。
- 有賀茶右衛門（ありが さえもん） - 不知火藩の江戸屋敷御用人。
- 海老沢六兵衛（えびさわ ろくべえ） - 不知火藩の国家老次席。
- 長谷見平馬（はせみ へいま） - 古利根藩の若手郷士。
- 穴馬谷天剣（あなまだに てんけん） - 古利根藩お抱えの剣豪。
- お胤の方（おたねのかた） - 巨摩藩の国御前。
- 柳沢兵之進（やなぎさわ へいのしん） - 巨摩藩の江戸家老。

## 探索対象の大名
- 二人二脚（下馬将軍 酒井家）
- 上野国 沼田藩 真田家[注釈 5]
- 播磨国 明石藩 本多家[注釈 6]
- 信濃国 筑摩藩 木曽家[注釈 7]
- 武蔵国 古利根藩 真壁家[注釈 8]
- 遠江国 掛塚藩 上杉（加賀爪）家[注釈 9]
- 越中国 魚津藩 上杉（畠山）家[注釈 10]
- 肥後国 不知火藩 天草家[注釈 11]
- 甲斐国 巨摩藩 穴山家[注釈 12]
- 隠密の果て（幕府大老 堀田家）

## 目録
1.  二人二脚
2.  傘骨連判状
3.  源氏十三帖
4.  つんつる大名
5.  淫の寵姫
6.  死霊大名
7.  なえまら剣豪
8.  猿姫様
9.  紅白上意討ち
10. 隠密の果て

## 登場する忍法
根来
- 忍法二人二脚（ににんにきゃく） - 二人背中合わせになり、前後の敵を倒す。
- 忍法根来梯子（ねごろばしご） - 相手の肩に両足を乗せ、上下二段で攻撃する。別名「忍法双頭の鷲」。
- 忍法泥象嵌（どろぞうがん） - 泥で人の体を写し取った鋳型を作り、そこに体をあてがってその人物に変化する。
- 忍法火消し独楽 - 掌にのるくらいの大きさの独楽を回して一陣の風を起こして遠くにある灯を消す。回転速度・軸の角度によって、風の強弱・方角を調節できる。
- 忍法裏切腹（うらせっぷく） - 薄葉のような刃物を上あごの口蓋に仕込み、いざとなればこれを服み、必要とあらばそれを胃の運動で腹の肉を破って体内から外側へ突き出させる。

伊賀
- 忍法雛飼い - 姦した女性との間を粘液の糸でつなぎ、操る。その女性を見た男はその意思に関わりなく犯さずにはいられなくなる。
- 忍法肉鉋（にくかんな） - 隠し持った鉋で人間の皮膚を削る。

## 書誌情報
- 『妖の忍法帖』光文社（カッパ・ノベルス）、1969
- 『忍法双頭の鷲』角川書店（角川文庫）、1980
- 『忍法双頭の鷲』KADOKAWA 角川文庫 ISBN 978-4-04-106784-0、2018年3月24日発売

## テレビドラマ
『くノ一忍法帖 蛍火』（くノいちにんぽうちょう ほたるび）のタイトルで、2018年4月3日から9月11日まで毎月第1・第2火曜日にBSジャパンで放送されていた、山田風太郎の小説『忍法双頭の鷲』（原題『妖の忍法帖』）を原作としたテレビドラマ。主演はベッキー。全12話。
主役のベッキーにとっては本作が初めての時代劇の主演であり、スポーツ紙「サンケイスポーツ」によるとベッキーのようなハーフのタレントが時代劇で主演を務めるのは異例だとされている。
また、同紙は、彼女の起用が制作側が型破りな時代劇を企画したことと関連しているとも伝えている。

### キャスト
- お螢（根来組のくノ一） - ベッキー[1]
- 吹矢城助（根来忍者） - 高橋光臣[3]
- お美代（根来組のくノ一） - 黒川芽以[3]
- お玉（根来組のくノ一） - 樋井明日香[3]
- 根来狐雲（根来忍者の頭領） - 木下ほうか[3]
- お漣（お螢の姉） - 木下あゆ美
- 堀田筑前守正俊 - 峰蘭太郎
- 柳沢吉保 - 松田悟志
- 徳川綱吉 - 井之上チャル

### ゲスト
第一話「瞳術開眼」
- 水戸光圀 - 伊庭剛
- 松平光長 - 谷口高史
- 堤玄堂 - 柴田善行
- 酒井雅楽頭忠清 - 森野忠晋

第二話「傘骨連判状」
- お民 - 小林涼子
- 茂左衛門 - 大石昭弘
- 岸田十蔵 - 本山力
- 五兵衛 - 南条好輝

第三話「神隠しの謎」
- 井坂道侑 - 篠田光亮
- 黒川綱泰 - 池田勝志
- 田部孔明 - 山田かつろう
- お久彌 - 大島蓉子

第四話「妙薬春房丹」
- 乙国天内 - 中山義紘
- 前田将監 - 柴田善行
- 鴨野長英 - 西村諭士
- 百代の方 - 池田琴弥

第五話「忍びの恋」
- 本多出雲守政利（トシ） - 田中幸太朗
- 本多貫兵衛 - 森下じんせい
- 天龍 - 田村ツトム
- 小川 - 山本禎顕
- 舟橋屋 - 細川純一
- 団子屋 - 国木田かっぱ

第六話「剣士と女」
- 穴馬谷天剣 - 比留間由哲
- お苑 - 畦田ひとみ
- 山崎弥太郎 - 稲田龍雄
- 長谷見平馬 - 吉田佳

第七話「巨摩の落としだね」
- 巨摩刑部 - 杉森大祐
- 風巻隼人 - 八田浩司
- 巨摩甲斐守 - 田井克幸
- 柳沢兵之進 - 山田永二
- 源蔵 - 國藤剛志

第八話「毒霧の舞」
- 松戸屋宗一郎 - 夕輝壽太
- 毒霧の権蔵 - 倉本発
- 喜兵衛 - 五馬さとし

第九話「呪い絡繰り」
- 麻生彦左衛門 - 岡本富士太
- 木島半兵衛 - 堀内正美
- 秋山益弘 - 野田晋市
- 露伴 - 中野・R・新一
- 伊藤屋 - 浅田祐二
- 麻生淳之介 - 鳥谷宏之

第十話「暗躍の影」
- 七瀬 - 舞羽美海
- 天草周防守 - 山中聡
- オロチ - 浜口望海
- 海老沢六兵衛 - 平井靖

第十一話「大奥の闇」
- 静香 - 松岡未紗
- 沙羅 - 我妻三輪子
- 朱美 - 島居香奈
- 如月 - 小川夏果

第十二話「くノ一の明日」（最終回）
- 木下馬之助 - 野々村仁
- 荒木陣兵衛 - 菅原洋美
- 稲葉正休 - 山口幸晴
- 忍びの師匠 - 福本清三

### スタッフ
- 脚本 - 土橋章宏、井上昌典、藤岡美暢、藤井香織、宮沢みゆき
- 監督- 井上昌典、服部大二、前原康貴、大脇邦彦
- 音楽 - 長谷川哲史
- 主題歌 - スターダストレビュー「世界はいつも夜明け前」
- 殺陣 - 清家三彦
- 技術協力 - IMAGICAウェスト
- プロデューサー - 瀧川治水（BSジャパン）、佐々木淳一（松竹）、原克子（松竹）、山田尚史（松竹）
- 制作協力 - 松竹撮影所
- 製作 - BSジャパン、松竹

### 放送日程
| 話数     | 放送日  | サブタイトル     | 脚本       | 監督     |
| -------- | ------- | ---------------- | ---------- | -------- |
| 第一話   | 4月03日 | 瞳術開眼         | 土橋章宏   | 井上昌典 |
| 第二話   | 4月10日 | 傘骨連判状       | 土橋章宏   | 井上昌典 |
| 第三話   | 5月08日 | 神隠しの謎       | 井上昌典   | 井上昌典 |
| 第四話   | 5月15日 | 妙薬春房丹       | 井上昌典   | 井上昌典 |
| 第五話   | 6月05日 | 忍びの恋         | 藤井香織   | 服部大二 |
| 第六話   | 6月05日 | 剣士と女         | 土橋章宏   | 服部大二 |
| 第七話   | 7月03日 | 巨摩の落としだね | 藤岡美暢   | 大脇邦彦 |
| 第八話   | 7月03日 | 毒霧の舞         | 宮沢みゆき | 大脇邦彦 |
| 第九話   | 8月07日 | 呪い絡繰り       | 宮沢みゆき | 前原康貴 |
| 第十話   | 8月14日 | 暗躍の影         | 藤井香織   | 前原康貴 |
| 第十一話 | 9月04日 | 大奥の闇         | 土橋章宏   | 服部大二 |
| 最終話   | 9月11日 | くノ一の明日     | 土橋章宏   | 服部大二 |

| BSジャパン 火曜ドラマJ                                                                                                 | BSジャパン 火曜ドラマJ                                                                                         | BSジャパン 火曜ドラマJ |
| 前番組 | 番組名 | 次番組                 |
| --- | --- | ---------------------- |
| 池波正太郎時代劇 光と影 (2017.10. - 2018.03.) 【每月第1．2週】人形佐七捕物帳 (2017.10. - 2018.03.) 【每月第3．4．5週】 | くノ一忍法帖 蛍火 (2018.4 - 2018.9) 【毎月第1．2週】山本周五郎時代劇 武士の魂 (2018.4. - ) 【毎月第3．4．5週】 | -                      |